# Satellite Award per il miglior attore
Il Satellite Award per il miglior attore è un riconoscimento annuale dei Satellite Awards, consegnato dall'International Press Academy.
Dal 1996 al 2010 il premio era suddiviso tra miglior attore in un film drammatico e miglior attore in un film commedia o musicale. Dal 2011 la categoria si è unificata in miglior attore, senza distinzione di genere.

## Vincitori e candidati
I vincitori sono indicati in grassetto.

### Miglior attore in un film drammatico (1997-2010)

#### Anni 1990
1997
- Geoffrey Rush – Shine ex aequo
- James Woods – Killer - Diario di un assassino (Killer: A Journal of Murder)
- Christopher Eccleston – Jude
- Ralph Fiennes – Il paziente inglese (The English Patient)
- William H. Macy – Fargo
- Billy Bob Thornton – Lama tagliente (Sling Blade)

1998
- Robert Duvall – L'apostolo (The Apostle)
- Russell Crowe – L.A. Confidential
- Matt Damon – Will Hunting - Genio ribelle (Good Will Hunting)
- Leonardo DiCaprio – Titanic
- Djimon Hounsou – Amistad
- Mark Wahlberg – Boogie Nights - L'altra Hollywood (Boogie Nights)

1999
- Edward Norton – American History X
- Stephen Fry – Wilde
- Brendan Gleeson – The General
- Derek Jacobi – Love Is the Devil (Love Is the Devil: Study for a Portrait of Francis Bacon)
- Ian McKellen – Demoni e dei (Gods and Monsters)
- Nick Nolte – Affliction

#### Anni 2000
2000
- Terence Stamp – L'inglese (The Limey)
- Russell Crowe – Insider - Dietro la verità (The Insider)
- Richard Farnsworth – Una storia vera (The Straight Story)
- Al Pacino – Insider - Dietro la verità (The Insider)
- Kevin Spacey – American Beauty
- Denzel Washington – Hurricane - Il grido dell'innocenza (The Hurricane)

2001
- Geoffrey Rush – Quills - La penna dello scandalo (Quills)
- Jamie Bell – Billy Elliot
- Sean Connery – Scoprendo Forrester (Finding Forrester)
- Russell Crowe – Il gladiatore (Gladiator)
- Ed Harris – Pollock
- Denzel Washington – Il sapore della vittoria (Remember the Titans)

2002
- Brian Cox – L.I.E.
- Russell Crowe – A Beautiful Mind
- Guy Pearce – Memento
- Sean Penn – Mi chiamo Sam (I Am Sam)
- Billy Bob Thornton – Monster's Ball - L'ombra della vita (Monster's Ball)
- Denzel Washington – Training Day

2003
- Michael Caine – The Quiet American e Daniel Day-Lewis – Gangs of New York ex aequo
- Tom Hanks – Era mio padre (Road to Perdition)
- Jack Nicholson – A proposito di Schmidt (About Schmidt)
- Edward Norton – La 25ª ora (25th Hour)
- Robin Williams – One Hour Photo

2004
- Sean Penn – 21 grammi (21 Grams) e Mystic River
- Hayden Christensen – L'inventore di favole (Shattered Glass)
- Paddy Considine – In America - Il sogno che non c'era (In America)
- Tom Cruise – L'ultimo samurai (The Last Samurai)
- Jude Law – Ritorno a Cold Mountain (Cold Mountain)
- William H. Macy – The Cooler

2005 (gennaio)
- Don Cheadle – Hotel Rwanda
- Kevin Bacon – The Woodsman - Il segreto (The Woodsman)
- Javier Bardem – Mare dentro (Mar adentro)
- Johnny Depp – Neverland - Un sogno per la vita (Finding Neverland)
- Gael García Bernal – I diari della motocicletta (Diarios de motocicleta)
- Liam Neeson – Kinsey

2005 (dicembre)
- Philip Seymour Hoffman – Truman Capote - A sangue freddo (Capote)
- Jake Gyllenhaal – Jarhead
- Heath Ledger – I segreti di Brokeback Mountain (Brokeback Mountain)
- Tommy Lee Jones – Le tre sepolture (The Three Burials of Melquiades Estrada)
- Viggo Mortensen – A History of Violence
- David Strathairn – Good Night, and Good Luck.

2006
- Forest Whitaker – L'ultimo re di Scozia (The Last King of Scotland)
- Leonardo DiCaprio – Blood Diamond - Diamanti di sangue (Blood Diamond)
- Ryan Gosling – Half Nelson
- Joshua Jackson – Aurora Borealis
- Derek Luke – Catch a Fire
- Patrick Wilson – Little Children

2007
- Viggo Mortensen – La promessa dell'assassino (Eastern Promises)
- Josh Brolin – Non è un paese per vecchi (No Country for Old Men)
- Christian Bale – L'alba della libertà (Rescue Dawn)
- Tommy Lee Jones – Nella valle di Elah (In the Valley of Elah)
- Frank Langella – Starting Out in the Evening
- Denzel Washington – American Gangster

2008
- Richard Jenkins – L'ospite inatteso (The Visitor)
- Leonardo DiCaprio – Revolutionary Road
- Frank Langella – Frost/Nixon - Il duello (Frost/Nixon)
- Sean Penn – Milk
- Mickey Rourke – The Wrestler
- Mark Ruffalo – Boston Streets (What Doesn't Kill You)

2009
- Jeremy Renner - The Hurt Locker
- Colin Firth - A Single Man
- Hugh Dancy - Adam
- Jeff Bridges - Crazy Heart
- Michael Sheen - Il maledetto United (The Damned United)
- Johnny Depp - Nemico pubblico - Public Enemies (Public Enemies)

#### Anni 2010
2010
- Colin Firth - Il discorso del re (The King's Speech)
- James Franco - 127 ore (127 Hours)
- Javier Bardem - Biutiful
- Ryan Gosling - Blue Valentine
- Robert Duvall - The Funeral Party (Get Low)
- Leonardo DiCaprio - Inception
- Michael Douglas - Solitary Man
- Jesse Eisenberg - The Social Network

### Miglior attore in un film commedia o musicale (1997-2010)

#### Anni 1990
1997
- Tom Cruise - Jerry Maguire
- Nathan Lane - Piume di struzzo (The Birdcage)
- Eddie Murphy - Il professore matto (The Nutty Professor)
- Jack Nicholson - Mars Attacks!
- Stanley Tucci - Big Night

1998
- Jack Nicholson - Qualcosa è cambiato (As Good as It Gets)
- Robert Carlyle - Full Monty - Squattrinati organizzati (The Full Monthy)
- Dustin Hoffman - Sesso & potere (Wag the Dog)
- Tommy Lee Jones - Men in Black
- Kevin Kline - In & Out
- Howard Stern - Private Parts

1999
- Ian Bannen - Svegliati Ned (Waking Ned)
- Warren Beatty - Bulworth - Il senatore (Bulworth)
- Jeff Bridges - Il grande Lebowski (The Big Lebowski)
- Michael Caine - Little Voice - È nata una stella (Little Voice)
- David Kelly - Svegliati Ned (Waking Ned)
- Robin Williams - Patch Adams

#### Anni 2000
2000
- Philip Seymour Hoffman - Flawless - Senza difetti (Flawless)
- Jim Carrey - Man on the Moon
- Johnny Depp - Il mistero di Sleepy Hollow (Sleepy Hollow)
- Rupert Everett - Un marito ideale (An Ideal Husband)
- Sean Penn - Accordi e disaccordi (Sweet and Lowdown)
- Steve Zahn - Happy, Texas

2001
- Michael Douglas - Wonder Boys
- George Clooney - Fratello, dove sei? (O Brother, Where Art Thou?)
- Richard Gere - Il dottor T e le donne (Dr. T & the Women)
- Christopher Guest - Campioni di razza (Best in Show)
- Eddie Murphy - La famiglia del professore matto (Nutty Professor II: The Klumps)
- Edward Norton - Tentazioni d'amore (Keeping the Faith)

2002
- Ewan McGregor - Moulin Rouge!
- Colin Firth - Il diario di Bridget Jones (Bridget Jones's Diary)
- Gene Hackman - I Tenenbaum (The Royal Tenenbaums)
- John Cameron Mitchell - Hedwig - La diva con qualcosa in più (Hedwig and the Angry Inch)
- Ben Stiller - Zoolander
- Chris Tucker - Colpo grosso al drago rosso - Rush Hour 2 (Rush Hour 2)

2003
- Kieran Culkin - Igby Goes Down
- Nicolas Cage - Il ladro di orchidee (Adaptation.)
- Hugh Grant - About a Boy - Un ragazzo (About a Boy)
- Sam Rockwell - Confessioni di una mente pericolosa (Confessions of a Dangerous Mind)
- Adam Sandler - Ubriaco d'amore (Punch-Drunk Love)
- Aaron Stanford - Tadpole - Un giovane seduttore a New York (Tadpole)

2004
- Bill Murray - Lost in Translation - L'amore tradotto (Lost in Translation)
- Jack Black - School of Rock
- Johnny Depp - La maledizione della prima luna (Pirates of Caribbean: The Curse of the Black Pearl)
- Robert Downey Jr. - The Singing Detective
- Paul Giamatti - American Splendor
- Billy Bob Thornton - Babbo bastardo (Bad Santa)

2005 (gennaio)
- Jamie Foxx - Ray
- Gerard Butler - Il fantasma dell'Opera (The Phantom of the Opera)
- Jim Carrey - Se mi lasci ti cancello (Eternal Sunshine of the Spotless Mind)
- Paul Giamatti - Sideways - In viaggio con Jack (Sideways)
- Kevin Kline - De-Lovely - Così facile da amare (De-Lovely)
- Bill Murray - Le avventure acquatiche di Steve Zissou (The Life Aquatic with Steve Zissou)

2005 (dicembre)
- Terrence Howard - Hustle & Flow - Il colore della musica (Hustle & Flow)
- Kevin Costner - Litigi d'amore (The Upside of Anger)
- Robert Downey Jr. - Kiss Kiss Bang Bang
- Cillian Murphy - Breakfast on Pluto (Breakfast on Pluto)
- Bill Murray - Broken Flowers
- Joaquin Phoenix - Quando l'amore brucia l'anima - Walk the Line (Walk the Line)

2006
- Joseph Cross - Correndo con le forbici in mano (Running with Scissors)
- Sacha Baron Cohen - Borat - Studio culturale sull'America a beneficio della gloriosa nazione del Kazakistan (Borat: Cultural Learnings of America for Make Benefit Glorious Nation of Kazakhstan)
- Aaron Eckhart - Thank You for Smoking
- Will Ferrell - Vero come la finzione (Stranger than Fiction)
- Peter O'Toole - Venus

2007
- Ryan Gosling - Lars e una ragazza tutta sua (Lars and the Real Girl)
- Don Cheadle - Parla con me (Talk to Me)
- Richard Gere - L'imbroglio - The Hoax (The Hoax)
- Ben Kingsley - You Kill Me
- Clive Owen - Shoot 'Em Up - Spara o muori! (Shoot 'Em Up)
- Seth Rogen - Molto incinta (Knocked Up)

2008
- Colin Farrell - In Bruges - La coscienza dell'assassino (In Bruges)
- Josh Brolin - W.
- Michael Cera - Nick & Norah - Tutto accadde in una notte (Nick and Norah's Infinite Playlist)
- Brendan Gleeson - In Bruges - La coscienza dell'assassino (In Bruges)
- Sam Rockwell - Soffocare (Choke)
- Mark Ruffalo - The Brothers Bloom

2009
- Michael Stuhlbarg - A Serious Man
- Daniel Day-Lewis - Nine
- Matt Damon - The Informant!
- George Clooney - Tra le nuvole (Up in the Air)
- Bradley Cooper - Una notte da leoni (The Hangover)

#### Anni 2010
2010
- Michael Cera - Scott Pilgrim vs. the World
- Steve Carell - A cena con un cretino (Dinner for Schmucks)
- Jake Gyllenhaal - Amore & altri rimedi (Love and Other Drugs)
- Andy García - City Island
- John C. Reilly - Cyrus
- Romain Duris - Il truffacuori (L'arnacœur)
- John Malkovich - Red

### Miglior attore (2011-2018)
2011
- Ryan Gosling - Drive
- Leonardo DiCaprio - J. Edgar
- Michael Fassbender - Shame
- George Clooney - Paradiso amaro (The Descendants)
- Brendan Gleeson - Un poliziotto da happy hour (The Guard)
- Michael Shannon - Take Shelter
- Tom Hardy - Warrior
- Woody Harrelson - Rampart
- Gary Oldman - La talpa (Tinker, Tailor, Soldier, Spy)
- Brad Pitt - L'arte di vincere (Moneyball)

2012
- Bradley Cooper - Il lato positivo - Silver Linings Playbook (Silver Linings Playbook)
- John Hawkes - The Sessions - Gli incontri (The Sessions)
- Omar Sy - Quasi amici - Intouchables (Intouchables)
- Hugh Jackman - Les Misérables
- Joaquin Phoenix - The Master
- Denzel Washington - Flight
- Daniel Day-Lewis - Lincoln

2013/2014
- Matthew McConaughey - Dallas Buyers Club
- Tom Hanks - Captain Phillips - Attacco in mare aperto (Captain Phillips)
- Robert Redford - All Is Lost - Tutto è perduto (All Is Lost)
- Christian Bale - American Hustle - L'apparenza inganna (American Hustle)
- Bruce Dern - Nebraska
- Chiwetel Ejiofor - 12 anni schiavo (12 Years Slave)
- Leonardo DiCaprio - The Wolf of Wall Street
- Forest Whitaker – The Butler - Un maggiordomo alla Casa Bianca (The Butler)

2015
- Michael Keaton - Birdman
- Benedict Cumberbatch - The Imitation Game
- Eddie Redmayne - La teoria del tutto (The Theory of Everything)
- Jake Gyllenhaal - Lo sciacallo - Nightcrawler (Nightcrawler)
- Miles Teller - Whiplash
- Steve Carell - Foxcatcher - Una storia americana
- David Oyelowo - Selma - La strada per la libertà (Selma)

2016
- Leonardo DiCaprio - Revenant - Redivivo (The Revenant)
- Will Smith - Zona d'ombra (Concussion)
- Tom Hardy - Legend
- Michael Fassbender - Steve Jobs
- Matt Damon - Sopravvissuto - The Martian (The Martian)
- Johnny Depp - Black Mass - L'ultimo gangster (Black Mass)
- Eddie Redmayne - The Danish Girl

2017
- Andrew Garfield - La battaglia di Hacksaw Ridge (Hacksaw Ridge) ex aequo
- Viggo Mortensen - Captain Fantastic
- Casey Affleck - Manchester by the Sea
- Joel Edgerton - Loving - L'amore deve nascere libero (Loving)
- Joseph Gordon-Levitt - Snowden
- Ryan Gosling - La La Land
- Tom Hanks - Sully
- Denzel Washington - Barriere (Fences)

2018
- Gary Oldman - L'ora più buia (Darkest Hour) ex aequo
- Harry Dean Stanton - Lucky
- James Franco - The Disaster Artist
- Daniel Day-Lewis - Il filo nascosto (Phantom Thread)
- Jake Gyllenhaal - Stronger - Io sono più forte (Stronger)
- Robert Pattinson - Good Time
- Jeremy Renner - I segreti di Wind River (Wind River)

### Miglior attore in un film drammatico (2019-presente)

#### Anni 2010
2019
- Willem Dafoe – Van Gogh - Sulla soglia dell'eternità (At Eternity's Gate)
- Ben Foster – Senza lasciare traccia (Leave No Trace)
- Ryan Gosling – First Man - Il primo uomo (First Man)
- Ethan Hawke – First Reformed - La creazione a rischio (First Reformed)
- Lucas Hedges – Boy Erased - Vite cancellate (Boy Erased)
- Robert Redford – Old Man & the Gun (The Old Man & the Gun)

#### Anni 2020
2020
- Christian Bale – Le Mans '66 - La grande sfida (Ford v Ferrari)
- Antonio Banderas – Dolor y gloria
- Adam Driver – Storia di un matrimonio (Marriage Story)
- George MacKay – 1917
- Joaquin Phoenix – Joker
- Mark Ruffalo – Cattive acque (Dark Waters)

2021
- Riz Ahmed - Sound of Metal
- Chadwick Boseman - Ma Rainey's Black Bottom
- Anthony Hopkins - The Father - Nulla è come sembra (The Father)
- Delroy Lindo - Da 5 Bloods - Come fratelli (Da 5 Bloods)
- Gary Oldman - Mank
- Steven Yeun - Minari

2022
- Benedict Cumberbatch - Il potere del cane (The Power of the Dog)
- Clifton Collins Jr. - Jockey
- Joaquin Phoenix - C'mon C'mon
- Tom Skerritt - East of the Mountains
- Will Smith - Una famiglia vincente - King Richard (King Richard)
- Denzel Washington - Macbeth (The Tragedy of Macbeth)

2023
- Brendan Fraser - The Whale
- Tom Cruise - Top Gun: Maverick
- Hugh Jackman - The Son
- Gabriel LaBelle - The Fabelmans
- Bill Nighy - Living
- Mark Wahlberg - Father Stu

2024
- Cillian Murphy - Oppenheimer
- Bradley Cooper - Maestro
- Leonardo DiCaprio - Killers of the Flower Moon
- Colman Domingo - Rustin
- Franz Rogowski - Passages
- Andrew Scott - Estranei (All of Us Strangers)

### Miglior attore in un film commedia o musicale (2019-presente)

#### Anni 2010
2019
- Rami Malek – Bohemian Rhapsody
- Bradley Cooper – A Star Is Born
- Lin-Manuel Miranda – Il ritorno di Mary Poppins (Mary Poppins Returns)
- Viggo Mortensen – Green Book
- Nick Robinson – Tuo, Simon (Love, Simon)
- John David Washington – BlacKkKlansman

#### Anni 2020
2020
- Taron Egerton – Rocketman
- Daniel Craig – Cena con delitto - Knives Out (Knives Out)
- Leonardo DiCaprio – C'era una volta a... Hollywood (Once Upon a Time... in Hollywood)
- Eddie Murphy – Dolemite Is My Name
- Adam Sandler – Diamanti grezzi (Uncut Gems)
- Taika Waititi – Jojo Rabbit

2021
- Sacha Baron Cohen - Borat - Seguito di film cinema (Borat Subsequent Moviefilm: Delivery of Prodigious Bribe to American Regime for Make Benefit Once Glorious Nation of Kazakhstan)
- Lin-Manuel Miranda - Hamilton
- Leslie Odom Jr. - Hamilton
- Dev Patel - La vita straordinaria di David Copperfield (The Personal History of David Copperfield)
- Andy Samberg - Palm Springs - Vivi come se non ci fosse un domani (Palm Springs)

2022
- Andrew Garfield - Tick, Tick... Boom!
- Peter Dinklage - Cyrano
- Anthony Ramos - Sognando a New York - In the Heights (In the Heights)

2023
- Austin Butler - Elvis
- Diego Calva - Babylon
- Daniel Craig - Glass Onion - Knives Out (Glass Onion: A Knives Out Mystery)
- Colin Farrell - Gli spiriti dell'isola (The Banshees of Inisherin)
- Ralph Fiennes - The Menu
- Adam Sandler - Hustle

2024
- Paul Giamatti - The Holdovers - Lezioni di vita (The Holdovers)
- Nicolas Cage - Dream Scenario - Hai mai sognato quest'uomo? (Dream Scenario)
- Barry Keoghan - Saltburn
- Joaquin Phoenix - Beau ha paura (Beau Is Afraid)
- Jeffrey Wright - American Fiction